# Le Ménil-Guyon
Le Ménil-Guyon – miejscowość i gmina we Francji, w regionie Normandia, w departamencie Orne.
Według danych na rok 1990 gminę zamieszkiwało 99 osób, a gęstość zaludnienia wynosiła 36 osób/km² (wśród 1815 gmin Dolnej Normandii Le Ménil-Guyon plasuje się na 787. miejscu pod względem liczby ludności, natomiast pod względem powierzchni na miejscu 1057.).